# Guildford Castle
Guildford Castle är ett slott i Storbritannien.   Det ligger i grevskapet Surrey och riksdelen England, i den södra delen av landet, 40 km sydväst om huvudstaden London. Guildford Castle ligger 53 meter över havet.
Terrängen runt Guildford Castle är platt. Runt Guildford Castle är det tätbefolkat, med 343 invånare per kvadratkilometer. Närmaste större samhälle är Guildford, 0,26 km norr om Guildford Castle. I omgivningarna runt Guildford Castle växer i huvudsak blandskog.